# Lạng Sơn
Lạng Sơn è una città del nord del Vietnam, capoluogo dell'omonima provincia. Si trova all'estremità nord della strada nazionale 1 e sulla ferrovia Hanoi-Đồng Đăng.

## Storia
Alla fine della seconda guerra mondiale la città divenne sede di una guarnigione francese che fungeva da centro logistico per tutte le posizioni di frontiera nella zona. Venne evacuata nel 1950 durante la battaglia della Route Coloniale 4 in cui il Viet Minh respinse le forze francesi dalle zone di confine con la Cina. Durante la guerra sino-vietnamita del 1979 la città fu luogo di duri combattimenti, venendo pesantemente danneggiata.